# Heinkel He 51
Хейнкель He 51 (нем. Heinkel He 51) — немецкий биплан 1930-х годов фирмы «Хейнкель».
Классический биплан, широко рекламировался с самого момента официального объявления о возрождении военно-воздушных сил в Германии.

## История
Впервые фирма «Хейнкель» проявила интерес к одноместному истребителю ещё в конце 1920-х годов с созданием одностоечного биплана смешанной конструкции HD-37, который заложил линию бипланов, приведших к созданию He 51.
Работы по улучшению характеристик самолёта He 49 вынудили построить ещё два опытных экземпляра — He 49b (первый полёт в феврале 1933 г.) и He 49c с колёсным шасси и двигателем BMW-6.0ZU с этиленгликолевым охлаждением (первый полёт в конце весны 1933 г.) и в конце концов привели к созданию He 51.
Размеры и конструкция самолёта остались почти без изменений, но в деталях He 51 заметно отличался от предшественников. Элероны на верхнем крыле изменили и установили триммеры. Вертикальное оперение перепроектировали полностью. Полуубираемый радиатор сменили на туннельный. Стойки шасси стали отдельными V-образными с масляно-пружинной амортизацией, их и колёса закрыли обтекателями, хвостовое колесо заменили костылём.
Технический департамент заинтересовался He 51, так как он при том же двигателе, что и у истребителя Ar 65e, действительно обещал характеристики на мировом уровне. В результате «Хейнкель» получила заказ на завершение разработки и на начало производства. Ещё до конца 1933 года в Варнемюнде началась работа над девятью He 51A-0 для проведения испытаний.
В июле 1934 года первые самолёты прибыли для испытаний и последующего использования в демонстрационную эскадрилью средней Германии в Деберице. Освоение проходило непросто. Пилоты, летавшие до того на послушном, прощавшем ошибки и более лёгком Ar 65e, критиковали более быстрый и менее манёвренный истребитель Хейнкеля.

## He 51 в войне в Испании
26 июля 1936 года Гитлер на встрече с Франко в Бахамонде обещал помощь испанским националистам. Министерству обороны было приказано набрать добровольцев и подготовить снаряжение. В так называемой «туристской группе» генерала Хуго Шперле стал готовиться лётный персонал для отправки в Испанию, и 31 июля 85 человек с шестью He 51 отплыли из Гамбурга в Кадис.
Сразу после прибытия He 51 были быстро собраны. На них была быстро обучена группа испанских лётчиков, которые спустя неделю повели немецкие машины в бой. Дебют He 51 был успешным: в первом же боевом вылете 18 августа было сбито несколько республиканских самолётов. В сентябре испанские националисты имели уже две полные эскадрильи He 51.
В октябре в Испанию поступили первые истребители Поликарпова И-15, поставленные из СССР республиканцам. Их первый вылет состоялся 4 ноября. К ужасу пилотов легиона «Кондор», считавших, что их He 51B не уступает зарубежным истребителям, превосходство самолёта Поликарпова в скорости, манёвренности и скороподъёмности было очевидным. Превосходство И-15 возымело сильное воздействие на командование люфтваффе. Было решено немедленно направить в Испанию опытные Мессершмитт Bf.109 и срочно готовить серийное производство этого самолёта.
В ноябре в бой пошли истребители He 51 из легиона «Кондор», подготовленные в Севилье. Постепенно истребительная нагрузка на He 51 снизилась, их стали использовать в качестве штурмовиков, прикрепив шесть бомбодержателей. Всего легиону «Кондор» и испанским националистам было поставлено 135 экземпляров He 51.

## Серийный выпуск
Выпуск He 51 начался в феврале 1935 года и завершился в декабре 1936 года. Всего в 1935 году было произведено 178 машин, а в 1936 году — 320. Кроме того, отдельные экземпляры самолёта, в частности прототипы, выпускались в 1934 и 1937 годах.
| Фирма    | Сухопутных | Морских | Всего |
| -------- | ---------- | ------- | ----- |
| Heinkel  | 143        | 31      | 174   |
| Arado    | 71         | 2       | 73    |
| AGO      | 77         |         | 77    |
| Erla     | 80         |         | 80    |
| Fieseler | 102        |         | 102   |
| Итого    | 473        | 33      | 506   |

## Модификации
He 49a
Первый прототип с коротким фюзеляжем.
He 49b
Второй прототип, удлинённый фюзеляж, испытывался с колёсным и поплавковым шасси.
He 49c
Третий прототип, изменено противообледенительное оборудование.
He 51a
Четвёртый прототип, новое вертикальное оперение, крылья, шасси, радиатор.
He 51A-0
Предсерийный образец; выпущено 9.
He 51A-1
Ранняя серия; выпущено 150.
He 51B-0
Предсерийный образец с усиленным силовым набором; 12 штук.
He 51B-1
серийная модификация B-0; выпущено 450.
He 51B-2
одноместный поплавковый разведчик; 46 штук.
He 51B-3
высотная модификация.
He 51C-1
вариант лёгкого бомбардировщика; выпущено 100, из них 79 отправлены в Испанию для оснащения "Легиона Кондор" и ВВС националистов.
He 51C-2
Улучшенное радиооборудование; 21 штука.
He 52
Высотная модификация; 1 прототип.

## Тактико-технические характеристики
Данные приведены для He 51B-1 (в скобках — для B-2).
Тип — одноместный истребитель
Двигатель — BMW VI-7,3Z, взлётной мощностью 750 л. с.
Вооружение — 2 × 7,9-мм пулемёта MG-17 с 500 патронами на ствол
Максимальная скорость:
- 330 (315) км/ч у земли
- 310 (295) км/ч на высоте 4000 (2000) м

Крейсерская скорость:
- 280 (262) км/ч у земли
- 258 (262) км/ч на высоте 4000 (2000) м

Дальность полёта — 570 (550) км на высоте 4000 (2000) м
Время подъёма на высоту:
- 1000 м — 1,4 (1,5) мин
- 2000 м — 3,2 (3,4) мин
- 4000 м — 7,8 (9,1) мин

Потолок — 7700 (7400) м
Вес:
- пустой — 1474 (1526) кг
- взлётный — 1900 (1970) кг

Размеры:
- размах крыла — 11 м
- длина — 8,4 (9,1) м
- высота — 3,3 (3,9) м
- площадь крыла — 27,2 м²

## Страны-эксплуатанты
нацистская Германия
- Люфтваффе: JG 132, JG 134, JG 136
- Легион «Кондор»

 Франкистская Испания
- ВВС франкистской Испании — первые шесть He 51 прибыли в Испанию в августе 1936 года, в дальнейшем их поставки были продолжены[4]. Всего от немцев было получено 79 шт.[5]

 Болгария
- Царские ВВС Болгарии— 12 самолётов получены в 1936 году[6]